# 17885 Brianbeyt
17885 Brianbeyt è un asteroide della fascia principale. Scoperto nel 1999, presenta un'orbita caratterizzata da un semiasse maggiore pari a 2,5793791 UA e da un'eccentricità di 0,1407360, inclinata di 6,88747° rispetto all'eclittica.